# Stephanie Verdoia
Stephanie Ann Verdoia (* 2. Januar 1993 in Salt Lake City, Utah) ist eine ehemalige US-amerikanische Fußballspielerin.

## Karriere

### Verein
Während ihres Studiums an der Seattle University lief Verdoia von 2011 bis 2014 für das dortige Hochschulteam der Seattle Redhawks auf. Anfang 2015 wurde Verdoia beim College-Draft der National Women’s Soccer League in der vierten Runde an Position 29 von den Boston Breakers verpflichtet und gab ihr Ligadebüt am 26. April 2015 bei einem 3:2-Heimsieg gegen die Houston Dash. In der Saison 2016 gewann Verdoia mit der zweiten Mannschaft der Breakers die Meisterschaft der semiprofessionellen WPSL.
Nachdem sie zur Saison 2017 keinen Vertrag mehr in Boston erhalten hatte, wechselte Verdoia zum norwegischen Erstligisten Vålerenga Oslo.

### Nationalmannschaft
Verdoia wurde im Februar 2015 zum Sechs-Nationen-Turnier in La Manga erstmals in die US-amerikanische U-23-Auswahl berufen und bestritt im Rahmen des Turniers zwei Partien.

## Erfolge
- 2016: WPSL-Meisterschaft (Boston Breakers Reserves)